# Лорен Б'юкс
Лорен Б'юкс (англ. Lauren Beukes; нар. 05.06 1976, Йоханнесбург, Південно-Африканська Республіка) — південноафриканська журналістка, письменниця, автор коротких оповідань і телевізійних сценаріїв.

## Біографія
Лорен Б'юкс народилась 5 червня 1976 року в Йоханнесбурзі. Навчалась в Кейптаунському університеті на курсі письменницької майстерності. Десять років працювала журналістом, в тому числі два роки в Нью-Йорку та Чикаго. Живе в Кейптауні разом з чоловіком і дочкою.

## Творча діяльність
Лорен Б'юкс — авторка одинадцяти книг. Свою першу книгу написала в 2006 році. Це була документальна проза, присвячена біографіям окремих південноафриканських жінок. Книга була номінована на премію в області наукової літератури імені Алана Пейтона. Першим опублікованим романом письменниці став Кіберпанк, дія якого розгортається в Кейптауні майбутнього. Через два роки за ним вийшов науково-фантастичний трилер «Зоосіті». Третя книга Бьюкес — «Зоосіті» отримала престижну британську премію Артура Кларка 2011 року і була номінована на низку інших нагород в області фантастичної літератури.

## Журналістика
Лорен Б'юкс отримала ступінь магістра з письменницької майстерності в Кейптаунському університеті. Дванадцять років працювала вільним журналістом. Її статті публікувалися в місцевих і міжнародних журналах. У 2011 році Бьюкес почала працювати літературним редактором електронного журналу. У 2008 році вона була визнана кращим оглядачем Західно-Кейптської провінції. Успішний журналіст і сценарист телепередач. Була двічі нагороджена як кращий колумніст за свої публікації в місцевих і міжнародних виданнях.

## Відзнаки
2014 р. — лауреат Британської премії фентезі за роман «Сяючі»/ British Fantasy Award, 2014 // Роман — Премія ім. Августа Дерлета (найкращий роман)
Роман «Сяючі»:
2014 р. — номінант на премію Грема Мастертона; номінант на фінську премію «Блукаюча зірка»; номінант на премію Ігнотуса.